# Cheating Craft
Cheating Craft (チーティングクラフト?, Chītingu Kurafuto) è una serie televisiva anime ispirata al romanzo cinese Zuobi Yishu di Gemini Xin Luo, andata in onda in Giappone su Tokyo MX dal 5 ottobre al 21 dicembre 2016.

## Personaggi
Mumei Shokatsu (諸葛 睦明?, Shokatsu Mumei)
Doppiato da: Tomohiro Yamaguchi
Koi Ō (黄 巧衣?, Ō Koi)
Doppiata da: Rie Kugimiya
Rinu Shū (周 綸羽?, Shū Rinu)
Doppiato da: Daisuke Namikawa
Haku Ryū (劉 白玖?, Ryū Haku)
Doppiata da: Reina Ueda
Jun
Doppiato da: Jun'ya Ikeda
Anri (杏璃?)
Doppiata da: Yōko Hikasa
Insegnante Ō (王先生?, Ō-sensei)
Doppiata da: Kotono Mitsuishi

## Produzione
La serie televisiva anime, prodotta da Emon Animation Company e diretta da Keitarō Motonaga presso lo studio Blade, è andata in onda dal 5 ottobre al 21 dicembre 2016. Le sigle di apertura e chiusura sono rispettivamente Kasoku suru trial (加速するトライアル?, Kasoku suru toraiaru) del gruppo idol Kamen Joshi e Welcome Future (ウェルカム・フューチャー?, Werukamu Fyūchā) di Aina Kusuda. In Italia e nel resto del mondo, ad eccezione di Cina, Giappone e Corea, gli episodi sono stati trasmessi in streaming in versione simulcast da Crunchyroll.

### Episodi
| Nº | Titolo italiano Giapponese 「Kanji」 - Rōmaji | In onda          | In onda |
| Nº | Titolo italiano Giapponese 「Kanji」 - Rōmaji | Giapponese       |         |
| 1  | Il super-esame universitario nazionale del destino! 「運命の国家特級学士試験！」 - Unmei no kokka tokkyū gakushi shiken! | 5 ottobre 2016   |         |
| 2  | Colpi bassi! La risata del vecchio esaminatore! 「卑劣！老試験官はニヤリと笑う！」 - Hiretsu! Rō shikenkan wa niyari to warau! | 12 ottobre 2016  |         |
| 3  | Paura! L'esaminatore mammut dalle lande innevate 「恐怖！雪原のマンモス試験官！」 - Kyōfu! Setsugen no manmosu shikenkan! | 19 ottobre 2016  |         |
| 4  | Attention please! Divertiamoci in cielo con il CA <3 「アテンションプリーズ！CAと空に遊べ♡」 - Atenshon purīzu! CA to sora ni asobe | 26 ottobre 2016  |         |
| 5  | Terra spaccata! L'attacco degli squali! 「驚天動地！鮫ストライク！」 - Kyōtendōchi! Same sutoraiku! | 2 novembre 2016  |         |
| 6  | Shokatsu Mumei è morto… 「諸葛睦明は死んだ…」 - Shokatsu Mumei wa shinda… | 9 novembre 2016  |         |
| 7  | Tremendo! La trappola dell'esaminatore portaerei! 「戦慄！空母試験官のワナ！」 - Senritsu! Kūbo shiken-kan no wana! | 16 novembre 2016 |         |
| 8  | Piangi, Mumei! Sul cadavere di tuo padre! 「号泣！睦明よ、父の屍を越えてゆけ！」 - Gōkyū! Mumei yo, chichi no shikabane o koete yuke! | 23 novembre 2016 |         |
| 9  | La grande avventura! Jun e Mary hanno forse scoperto la leggendaria antica civiltà dell'oro nella profondità della giungla?! 「大冒険！JUNとメアリーは密林の奥に幻の古代黄金文明を発見したのか！？」 - Dai bōken! Jun to Mearī wa mitsurin no oku ni maboroshi no kodai kogane bunmei o hakken shita no ka!? | 30 novembre 2016 |         |
| 10 | Chiikura. 「ちーくら。」 - Chīkura. | 7 dicembre 2016  |         |
| 11 | Non so chi l'abbia chiamato, ma tutti lo conoscono. Il suo nome è Katsuhira! 「誰が呼んだか知らないが、誰もがみんな知っている。その名は葛平！」 - Dare ga yonda ka shiranai ga, dare mo ga minna shitteiru. Sono na wa Katsuhira!                                                                            | 14 dicembre 2016 |         |
| 12 | Fuochi d'artificio dopo il matsuri 「祭りの後 線香HANABI」 - Matsuri no ato: senkō hanabi | 21 dicembre 2016 |         |